# Ligne 92 (Infrabel)
Pour les articles homonymes, voir Ligne 92.
La ligne 92 est une ancienne ligne ce chemin de fer en Belgique. Elle reliait la gare de Péruwelz sur la ligne de Saint-Ghislain à Tournai avec la frontière entre la Belgique et la France, et continuait vers la gare de Somain sur la ligne de Douai à Blanc-Misseron.

## Histoire

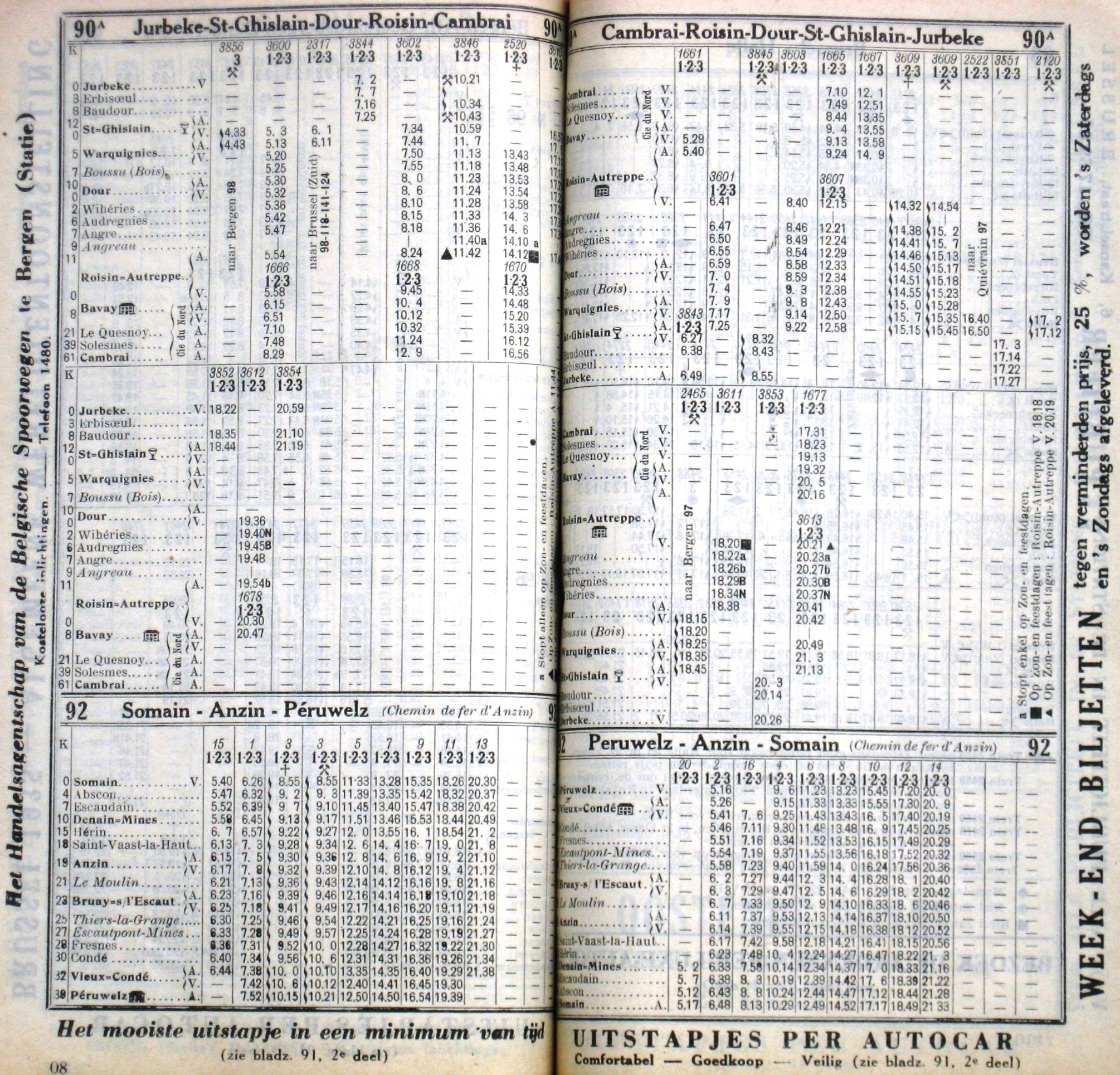
Horaire de 1933

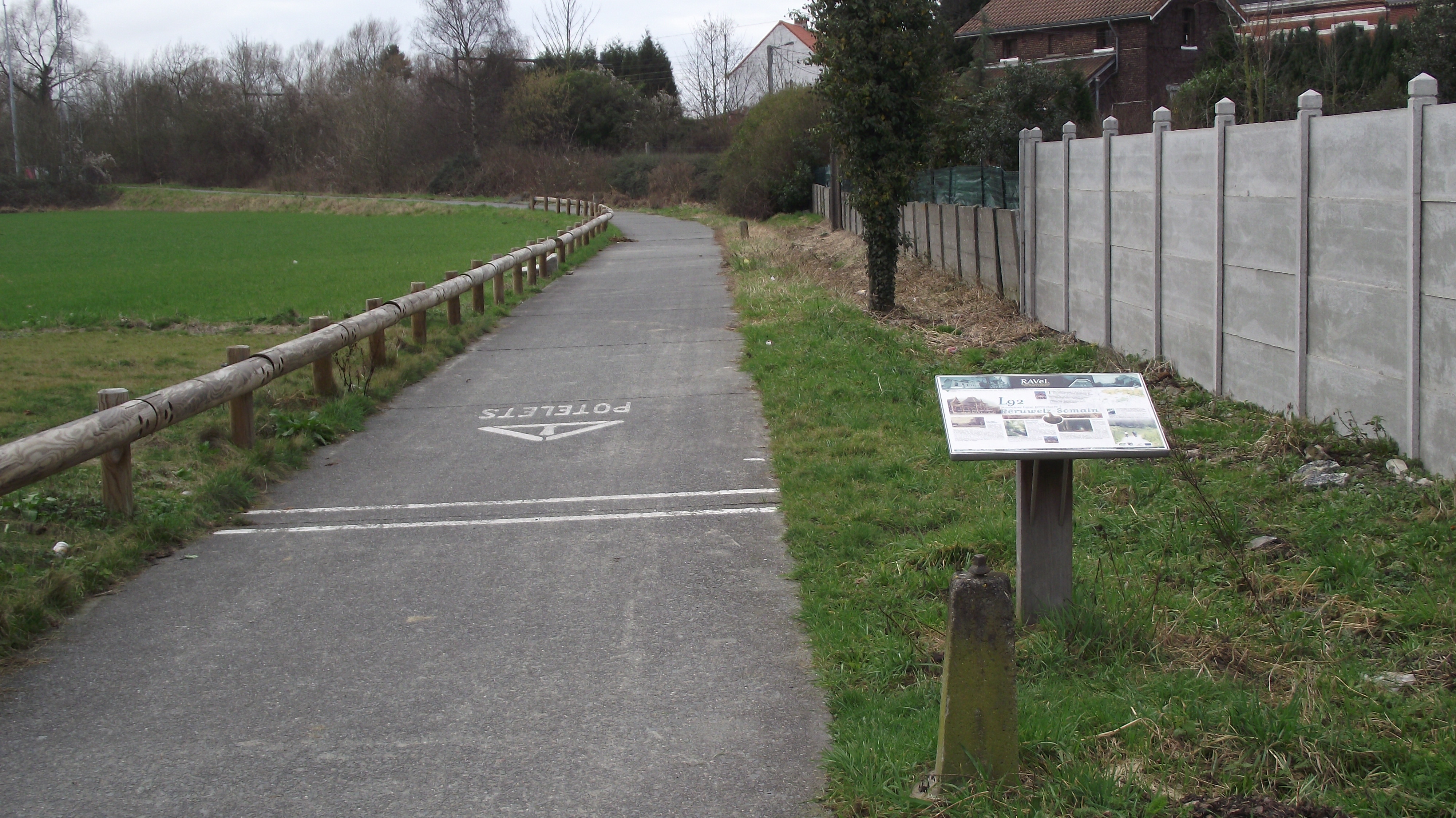
L’ancienne ligne près de Péruwelz, utilisée comme voie cyclable

Le 9 août 1874, la ligne est ouverte par les Chemins de fer de l’État belge. En France, elle est reliée à la ligne de chemin de fer de la Compagnie des Mines et du Chemin de fer d'Anzin, société privée fondée en 1831, pour relier les mines de charbon autour de Denain et Somain. L'extension à Péruwelz permet à la compagnie l’accès au marché belge. 
Bien que la ligne soit construite principalement pour le transport de marchandises, elle est également largement utilisée pour le transport de passagers. Le transport de marchandises et de passagers était assuré par la société française des chemins de fer. Le trafic passagers entre Péruwelz et Vieux-Condé est arrêté le 16 avril 1963. À partir de 1967, de plus en plus de mines sont fermées dans la région, ce qui entraîne l'arrêt du trafic de fret sur la courte ligne belge le 31 décembre 1973. La ligne de chemin de fer belge est définitivement mise hors service en 1978, puis démantelée. Une piste piétonne et cyclable est aménagée sur le tracé dans le cadre du réseau RAVeL.

## Connexions
Dans les endroits suivants, il y avait des connexions avec autres lignes de chemin de fer:
Péruwelz
Ligne 78 (Infrabel) entre Saint-Ghislain et Tournai
Frontière de Péruwelz
Ligne de Somain à Péruwelz vers Vieux-Condé